# マーメイドデリバリー
マーメイドデリバリー有限会社（英字：mermaid delivery)は、愛知県半田市の運輸会社。

## 概要
杉江講平が愛知県常滑市で創業したマーメイドデリバリーを前身とする。
現在、本社は同県半田市に所在する。「マーメイド」などの愛称を用いている。
1990年5月1日に大手路線会社のサポートを目的とし「マーメイドデリバリー有限会社」として法人登記。
共同配送便やチャーター便などをメインサービスとして提供している。
シンボルマークは【MD】のマーク。
2021年6月までは武豊町上山にある倉庫（現武豊倉庫）を本社とし知多半島にて事業を展開してきた。
2020年12月、半田市滑楚町に確保した約1000坪の用地で物流倉庫の建設を開始し、2021年6月に完成、7月に本社を移転した。
現在の代表取締役は、創業メンバーの野口朋仁（2代目）である。
創業者との血縁関係はない。

## 経営理念
すべての安全を第一に努め、
物流を通じて、顧客のニーズに適応したサービスを
提供し知多半島地域社会の発展に貢献するとともに、
会社を発展そして盤石なものとし、
全社員が和を以て幸福になるよう生活を確保する。

## 保有車両
大型車　 3両　7トンアルミウイング車(エアサス)
中型車　11両　アルミウイング車(エアサス)
小型車　 5両　アルミウイング(1両)、アルミバン(3両)
　　　　　　　平(パワゲート装備)
軽自動車 パネルバン18台
【全車ドライブレコーダー GPS搭載】